# Ana Nogueira de Lucas
Ana Nogueira de Lucas, née le 21 juin 1896 à Pouso Alto et morte le 18 novembre 2010 à São Sebastião do Rio Verde, est une supercentenaire brésilienne qui fut durant quatorze jours la doyenne de l'humanité,.

## Biographie
Ana Nogueira de Lucas est née le 21 juin 1896 au Brésil, dans une ferme située à Pouso Alto dans l'état brésilien de Minas Gerais.  En 1917, elle épouse Egydio de Lucas avec qui elle a 12 enfants.
Après s'être cassé la jambe à l'âge de 98 ans, elle subit une opération chirurgicale qui lui permit de marcher jusqu'à l'âge de 111 ans. 
Le 18 novembre 2010, Ana Nogueira de Lucas décède à São Sebastião do Rio Verde d'un arrêt cardiaque à l'âge de 114 ans et 150 jours.  

### Doyenneté
Ana Nogueira de Lucas devint la doyenne du Brésil le 24 octobre 2009 à l'âge de 113 ans.
Le 4 novembre 2010, après le décès de la Française Eugénie Blanchard, elle devient la doyenne de l'humanité. Cependant, elle n'a jamais accédé au titre de son vivant en raison de la reconnaissance officielle au titre de l'Américaine Eunice Sanborn puis de la Brésilienne Maria Gomes Valentim.
Le 7 juillet 2023, le LongeviQuest valide son âge, démontrant qu'elle était la doyenne de l'humanité lors des deux dernières semaines de sa vie.